# Sojus MS-15
Sojus MS-15 war ein Flug des russischen Sojus-Raumschiffs zur Internationalen Raumstation (ISS). Im Rahmen des ISS-Programms trägt der Flug die Bezeichnung ISS AF-61S. Es war der 167. Flug im Sojus-Programm und der 60. Besuch eines Sojus-Raumschiffs an der ISS.

## Missionsbeschreibung
Die Mission brachte zwei Mitglieder der Expeditionen 61 und 62 zur ISS. Zusätzlich war ein Kurzzeitteilnehmer aus den Vereinigten Arabischen Emiraten an Bord, der nach einer Woche mit Sojus MS-12 zurückkehrte. Es handelte sich um den ersten Weltraumflug eines Astronauten aus den Emiraten.
Mit Sojus MS-15 kam letztmals die Raketenversion Sojus-FG zum Einsatz, die im Mai 2001 ihren Erststart absolvierte. Die nachfolgende Mission Sojus MS-16 startete mit der neueren Sojus-2.1a. Da die Sojus 2.1 einen anderen Startplatz nutzt, endete mit MS-15 vorerst auch die Verwendung des historischen „Gagarin-Startplatzes“, der Startrampe 1/5 des Kosmodroms Baikonur, von der aus Juri Gagarin 1961 mit Wostok 1 als erster Mensch ins All flog. Nachdem befürchtet worden war, dass hiermit eine Ära der russischen Raumfahrt zu Ende gehen würde, gab der Roskosmos-Leiter Dmitri Rogosin im Juli 2019 bekannt, dass der Platz 1/5 nach dem MS-15-Start modernisiert und für die Sojus-2.1 nutzbar gemacht werden soll.

## Besatzung

### Hinflug

#### Hauptbesatzung
- Oleg Skripotschka (3. Raumflug), Kommandant (Russland/Roskosmos)
- Jessica Meir (1. Raumflug), Bordingenieurin (USA/NASA)
- Hassa al-Mansuri (1. Raumflug, UAE/MBRSC)[8]

Ursprünglich war für den Astronaut aus den Emiraten ein Platz bei Sojus MS-12 reserviert. Der Fehlstart von Sojus MS-10 hatte jedoch Änderungen in der ISS-Missionsplanung zur Folge. Zuletzt hatten die USA versucht, wegen Verzögerungen bei der Entwicklung der neuen US-Raumschiffe Crew Dragon und CST-100 Starliner den dritten Sitz von Sojus MS-15 zu kaufen, was den ISS-Aufenthalt von al-Mansuri beziehungsweise al-Nejadi erneut aufgeschoben hätte.

#### Ersatzmannschaft
- Sergei Ryschikow (2. Raumflug), Kommandant (Russland/Roskosmos)
- Thomas Marshburn (3. Raumflug), Bordingenieur (USA/NASA)
- Sultan al-Nejadi (1. Raumflug), Bordingenieur (UAE/MBRSC)[8]

### Rückflug
- Oleg Skripotschka, Kommandant (Russland/Roskosmos)
- Jessica Meir, Bordingenieurin (USA/NASA)
- Andrew R. Morgan, Bordingenieur (USA/NASA, Hinflug mit Sojus MS-13)

## Missionsverlauf
Der Flug startete am 25. September 2019 um 15:57 Uhr (MESZ) vom Kosmodrom Baikonur. Nach knapp sechs Stunden dockte das Raumschiff um 21:42 Uhr am Swesda-Modul der ISS an.
Das Abdocken geschah nach einer Rekord-Aufenthaltszeit von 204 Tagen am 17. April 2020 um 03:53 Uhr (MESZ); um 07:16 Uhr (MESZ) erfolgte die Landung der Raumkapsel in Kasachstan. Anstelle von Hassa al-Mansuri aus den Emiraten, der bereits mit Sojus MS-12 zurückgekehrt war, landete der mit Sojus MS-13 gestartete Andrew Morgan mit Sojus MS-15.

## Galerie

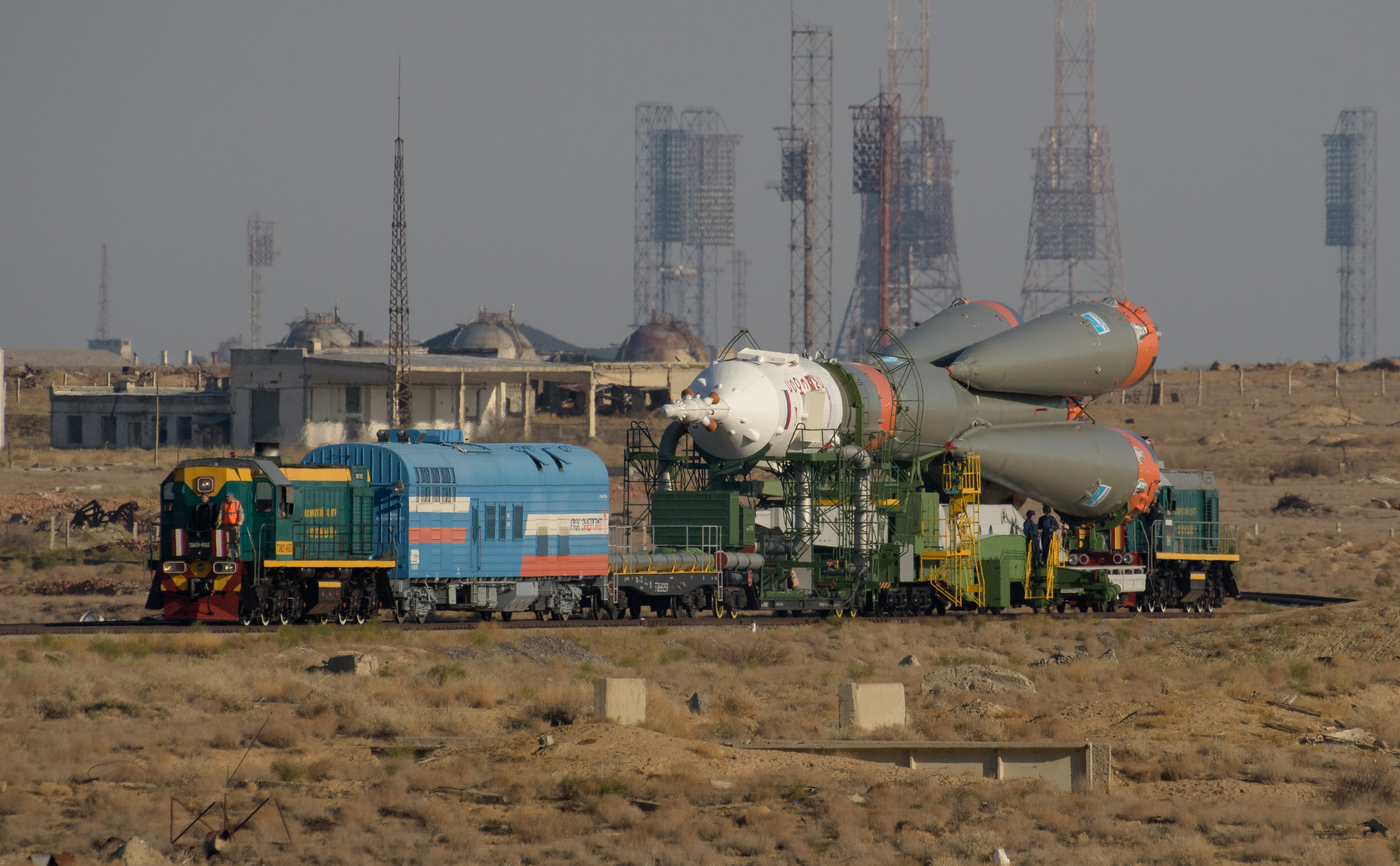
Der Rollout der Rakete am 23. September 2019
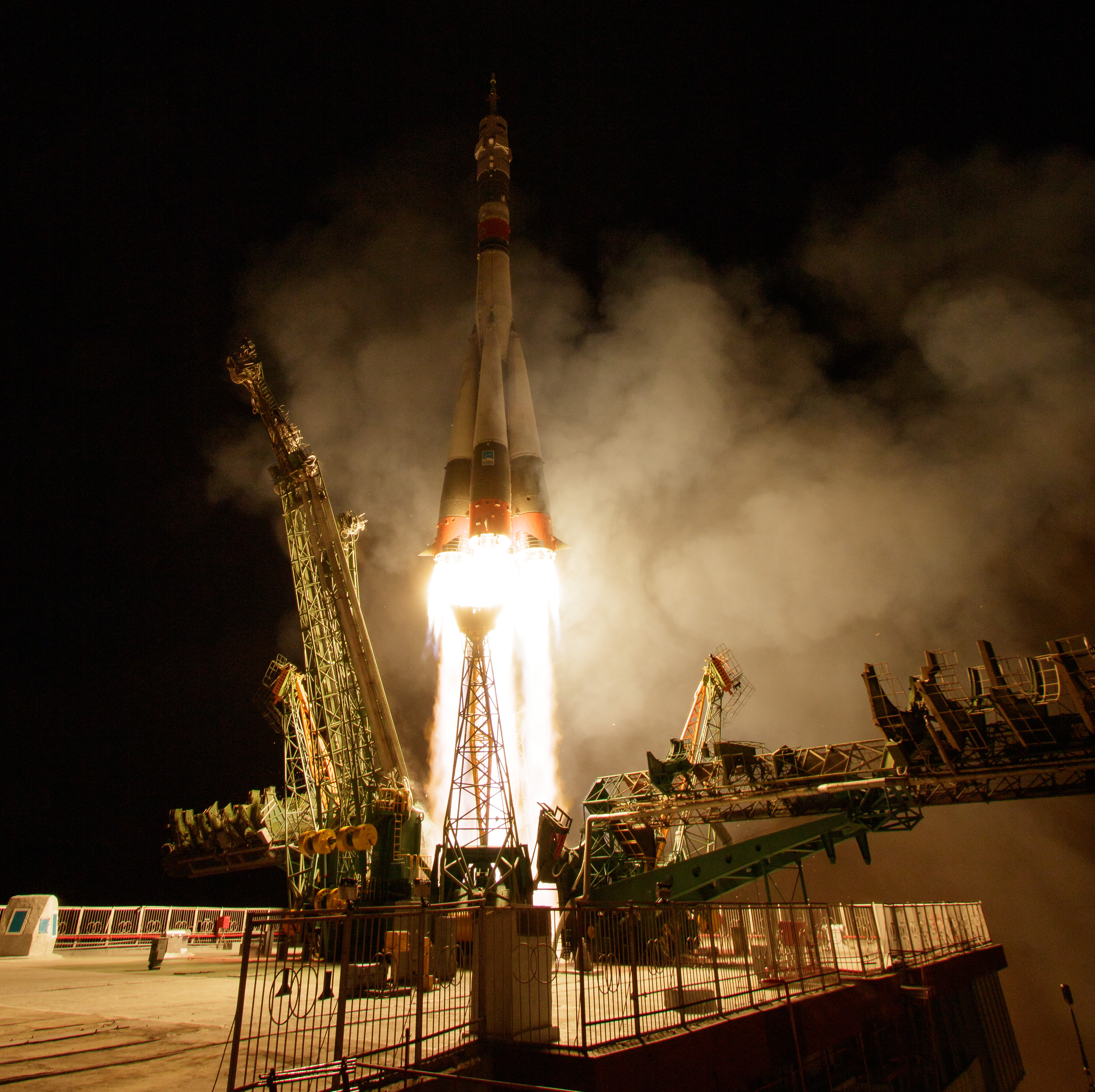
Der Start am 25. September
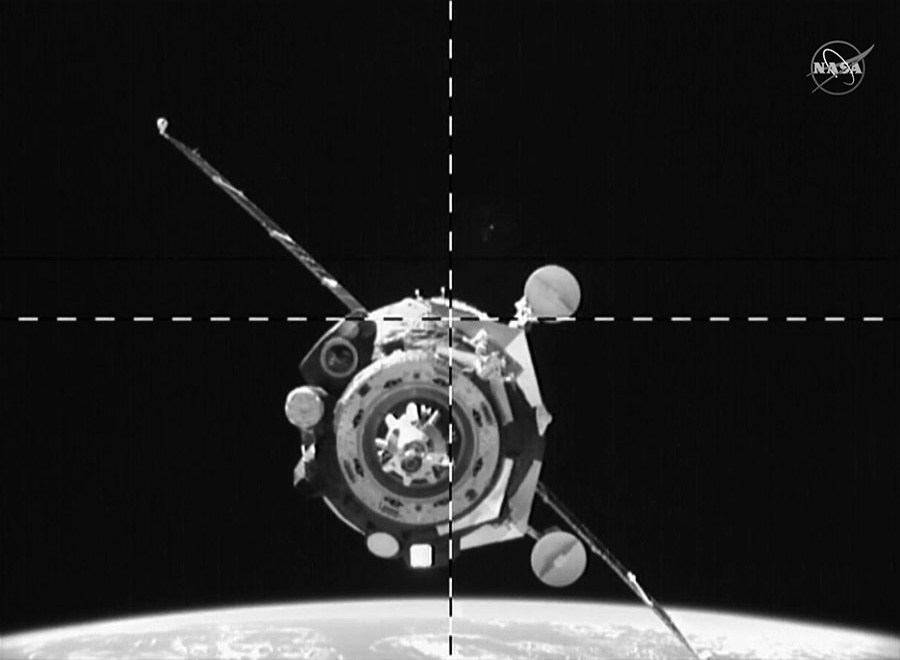
Ankunft an Swesda am selben Tag
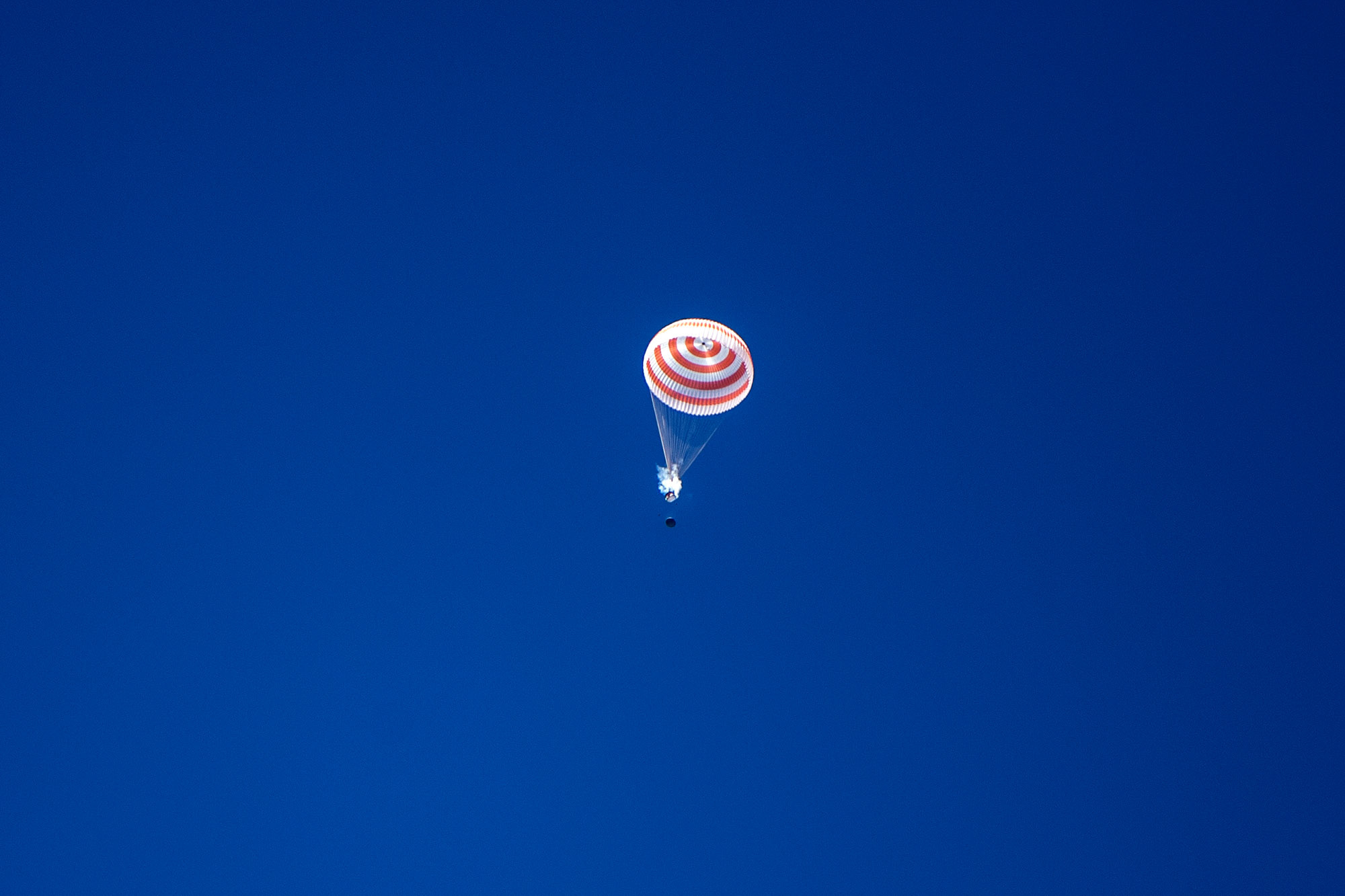
Hitzeschildabwurf der Landekapsel am 17. April 2020
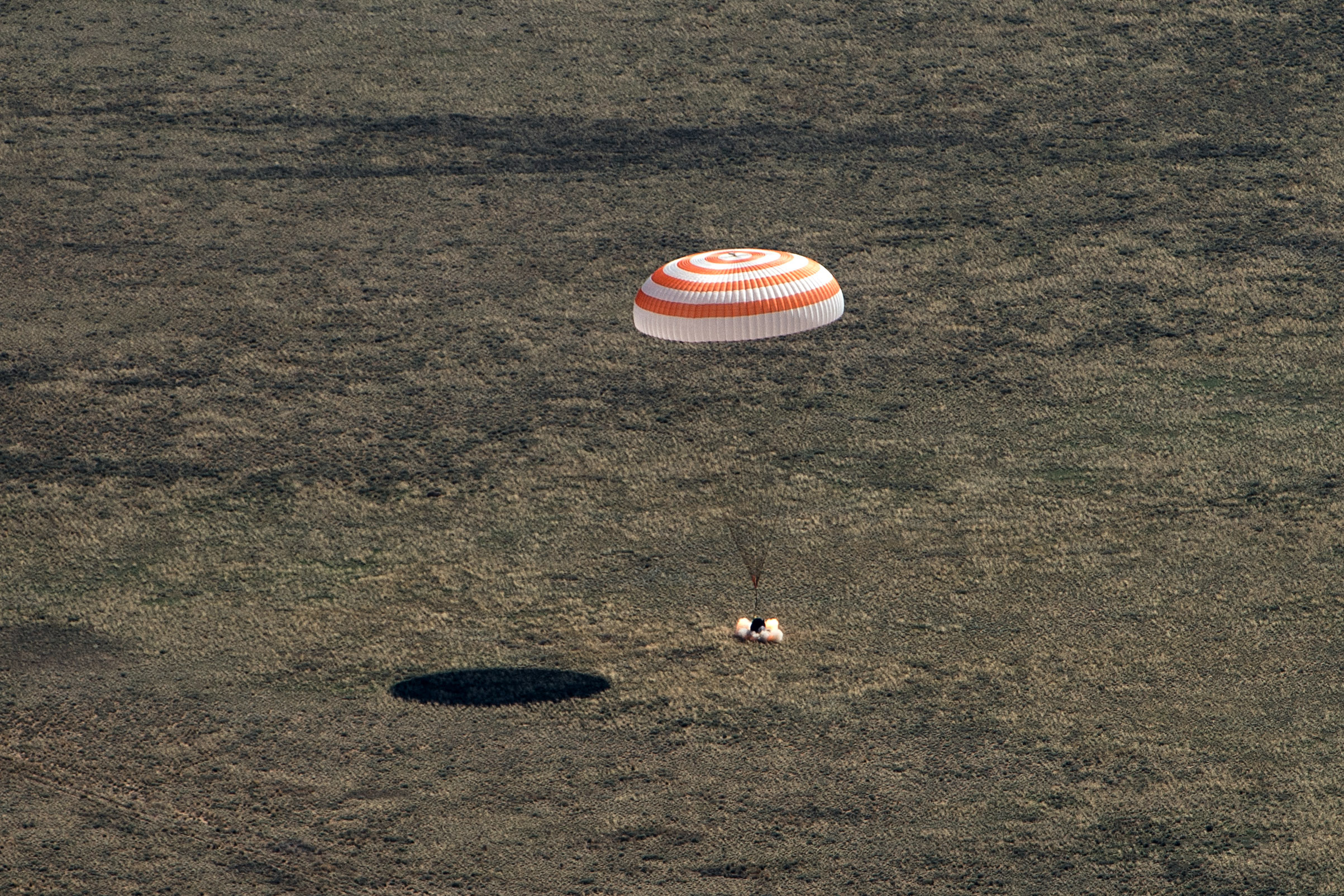
Die Landekapsel im Moment des Aufsetzens
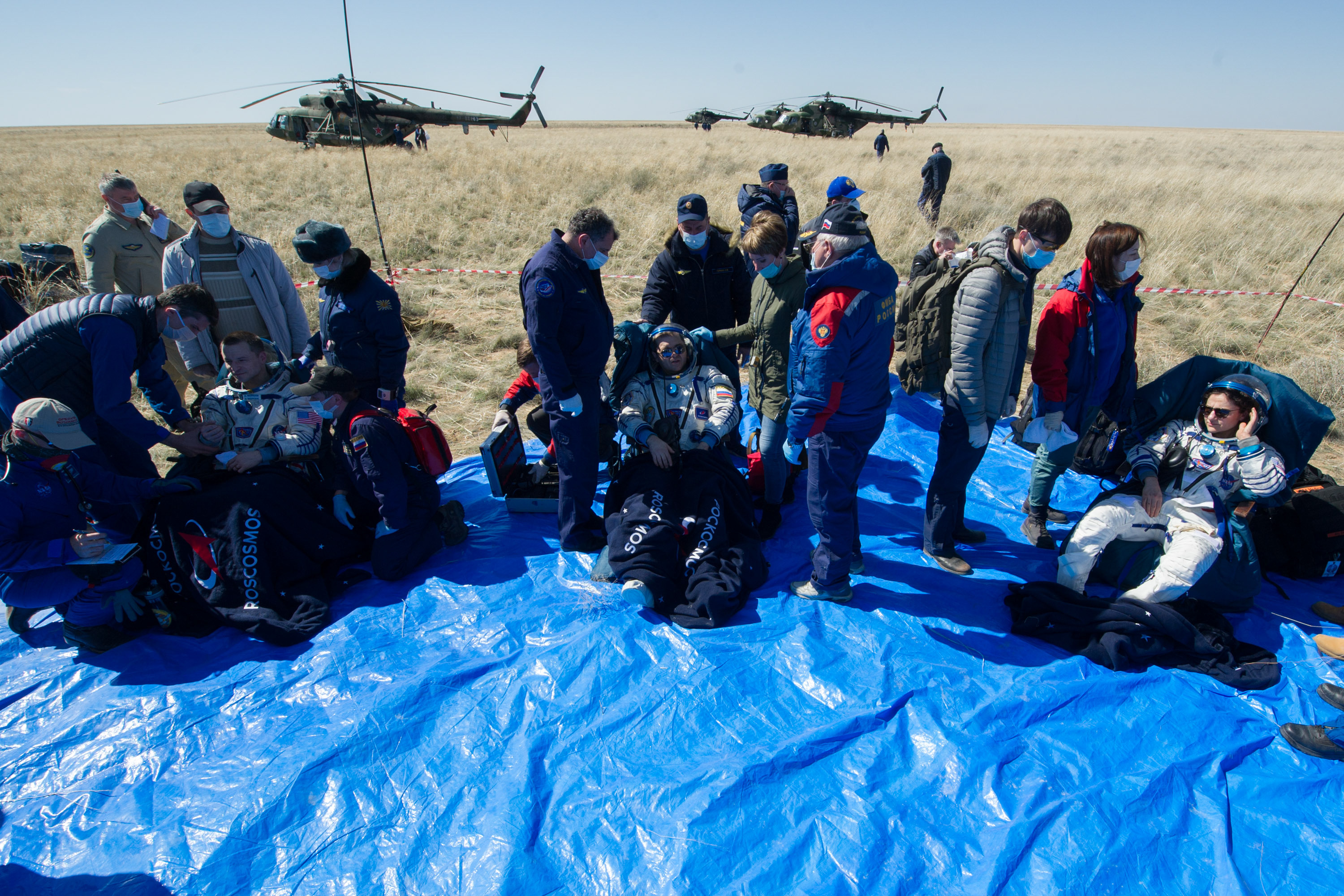
Die Crew mit den Helfern kurz nach der Landung